# Ryba akwariowa

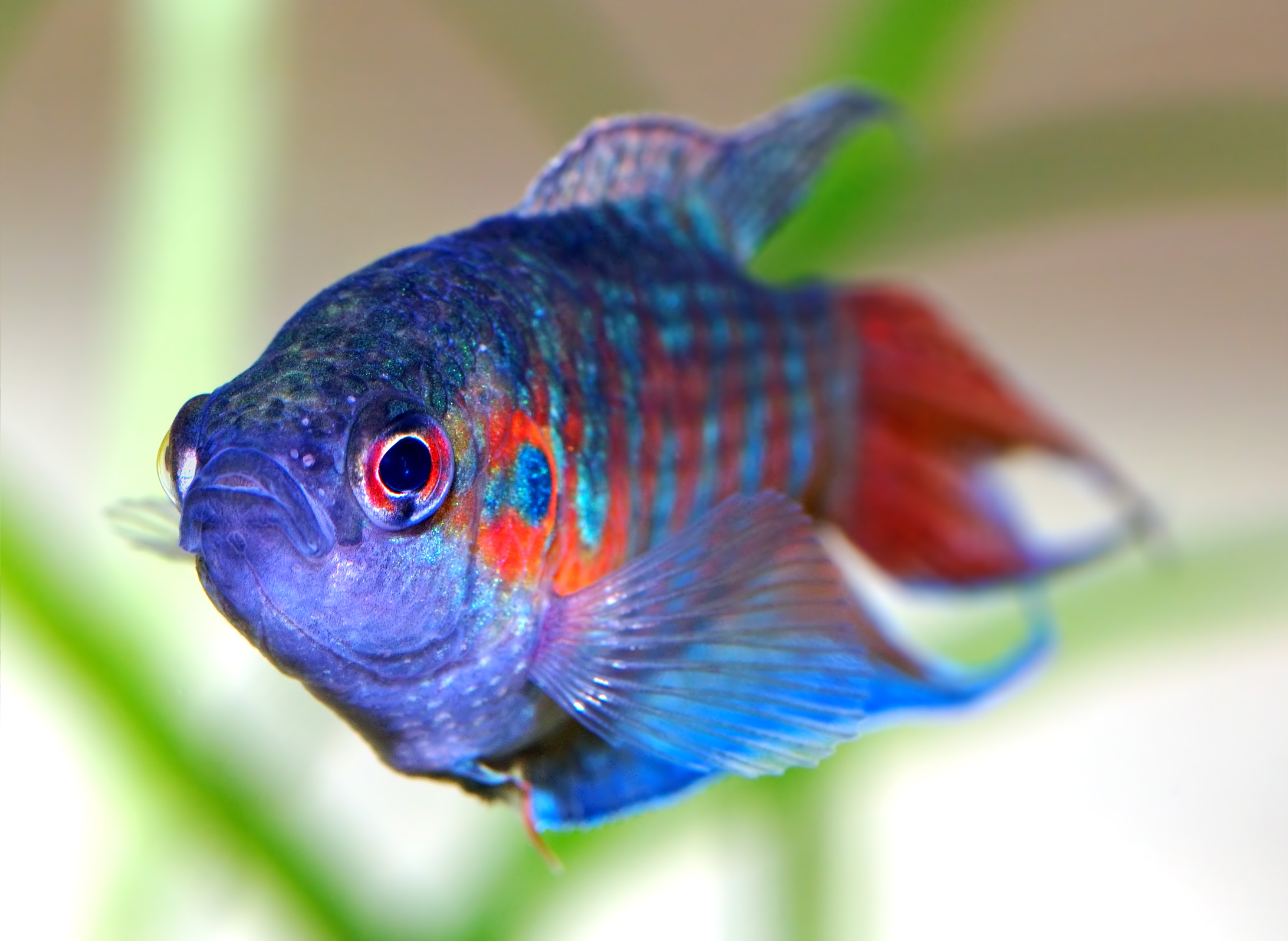
Wielkopłetw wspaniały – jedna z pierwszych ryb akwariowych

Ryba akwariowa – ryba hodowana w akwarium.
Pierwsze wzmianki o hodowli ryb dla celów rozrywkowych pochodzą od Sumerów, którzy zajmowali się tym co najmniej 2500 lat p.n.e.
Do hodowli wybierane są zwykle gatunki niewielkie, bogato ubarwione, o oryginalnych kształtach, interesującej biologii oraz  słodkowodne.
Początkowo w akwariach były hodowane tylko małe gatunki ryb w niewielkich zbiornikach. Były to głównie gatunki słodkowodne, intensywnie, często kontrastowo ubarwione, o oryginalnych kształtach i interesującej biologii. Ryby morskie były początkowo trzymane przez Rzymian (w pierwszych wiekach n.e.) w basenach przydomowych. Rozwój techniki umożliwił budowę większych akwariów, co dało możliwość umieszczania w zbiornikach nawet bardzo dużych ryb, nie tylko słodkowodnych, ale i morskich.
Do ryb akwariowych należą między innymi przedstawiciele rzędów: aterynokształtnych, karpiokształtnych, okoniokształtnych. 
Do popularnych, często hodowanych słodkowodnych ryb akwariowych należą m.in.: bystrzyki, złote rybki, kardynałki, różanki, molinezje, mieczyki, wielkopłetwy, gurami, bojowniki, skalary, gupiki, brzanki, sumy rekinie, piskorki, grubowargi, glonojady i pielęgnice.

## Przykładowe gatunki

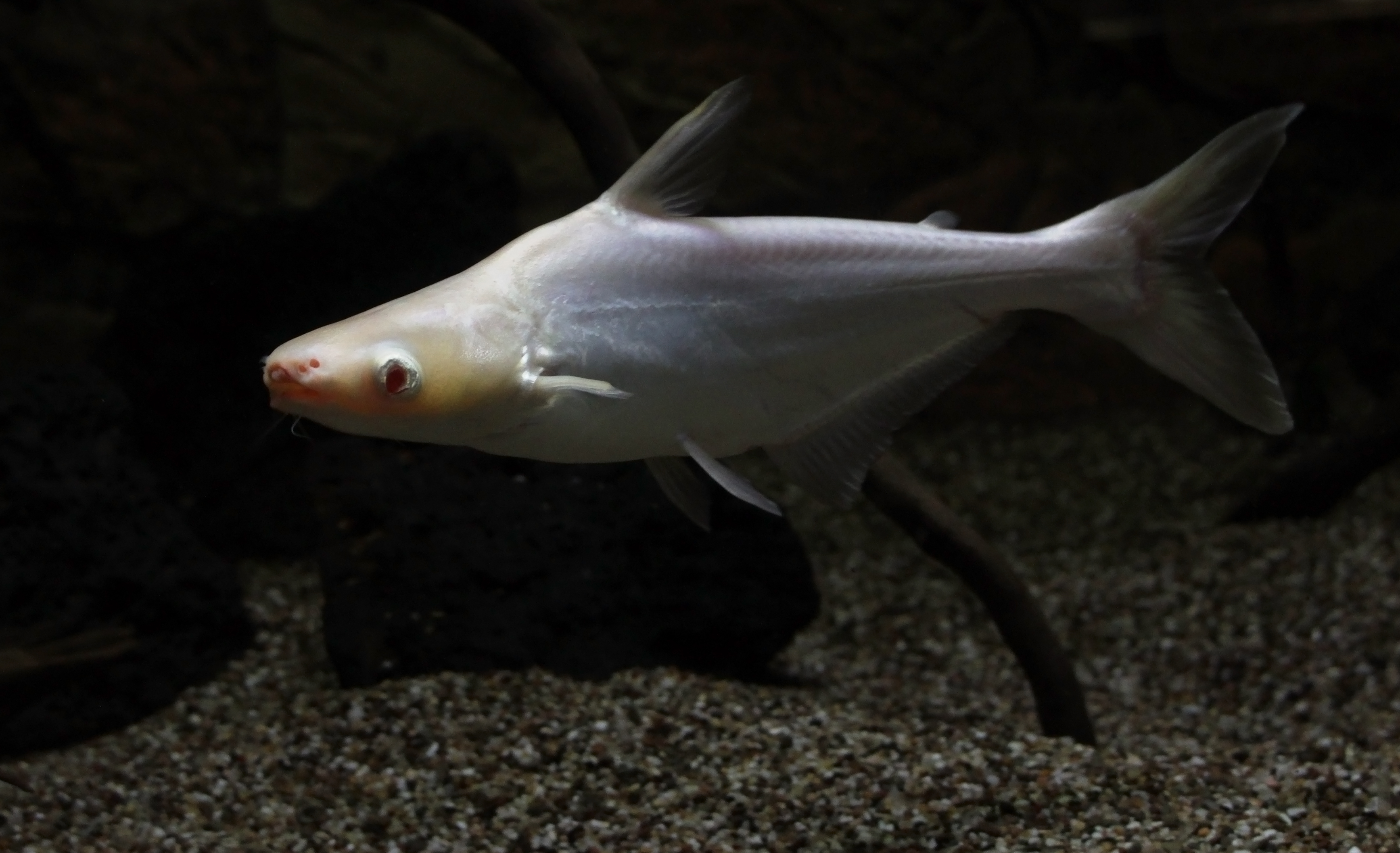
Sum rekini albinos
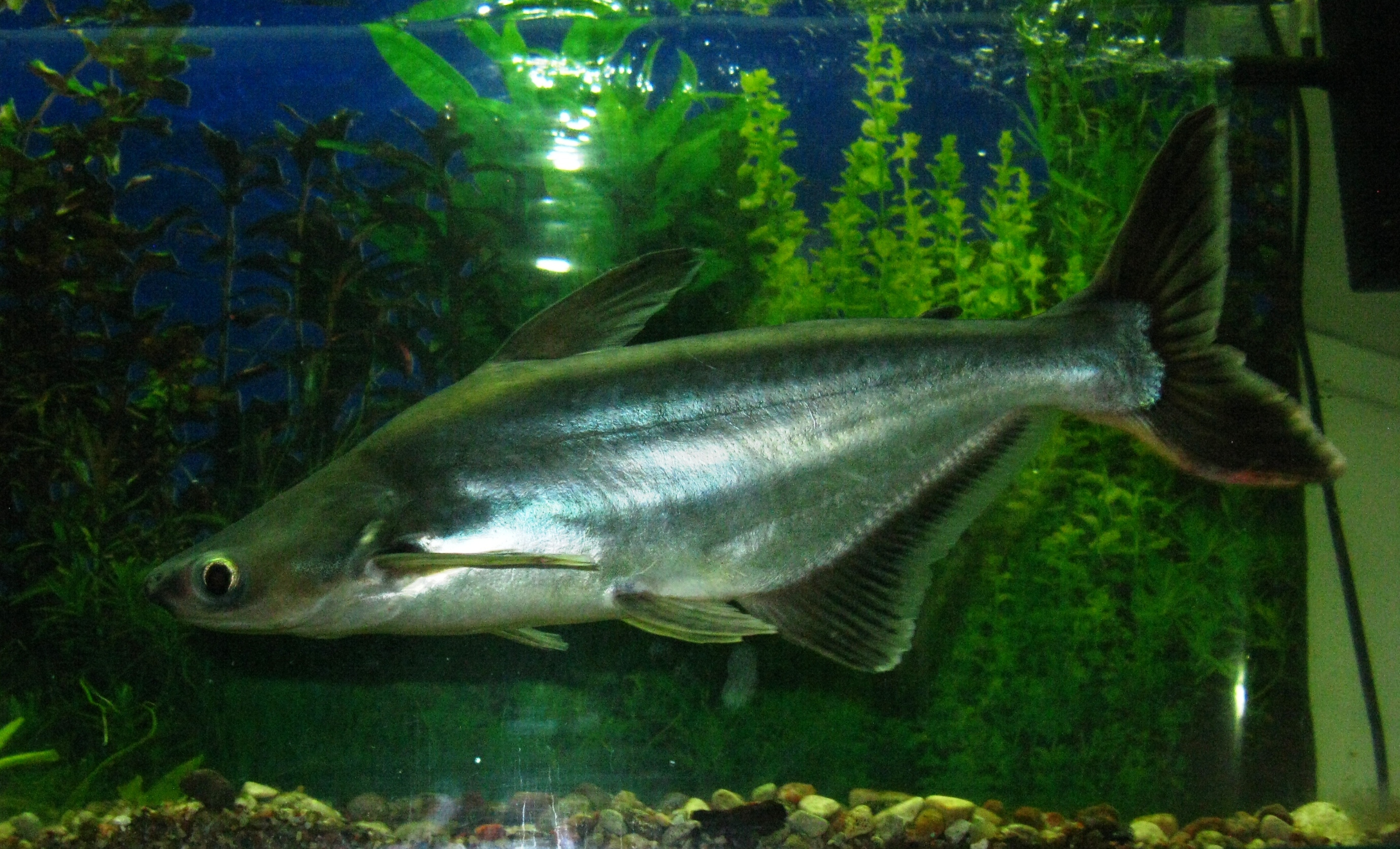
Sum rekini
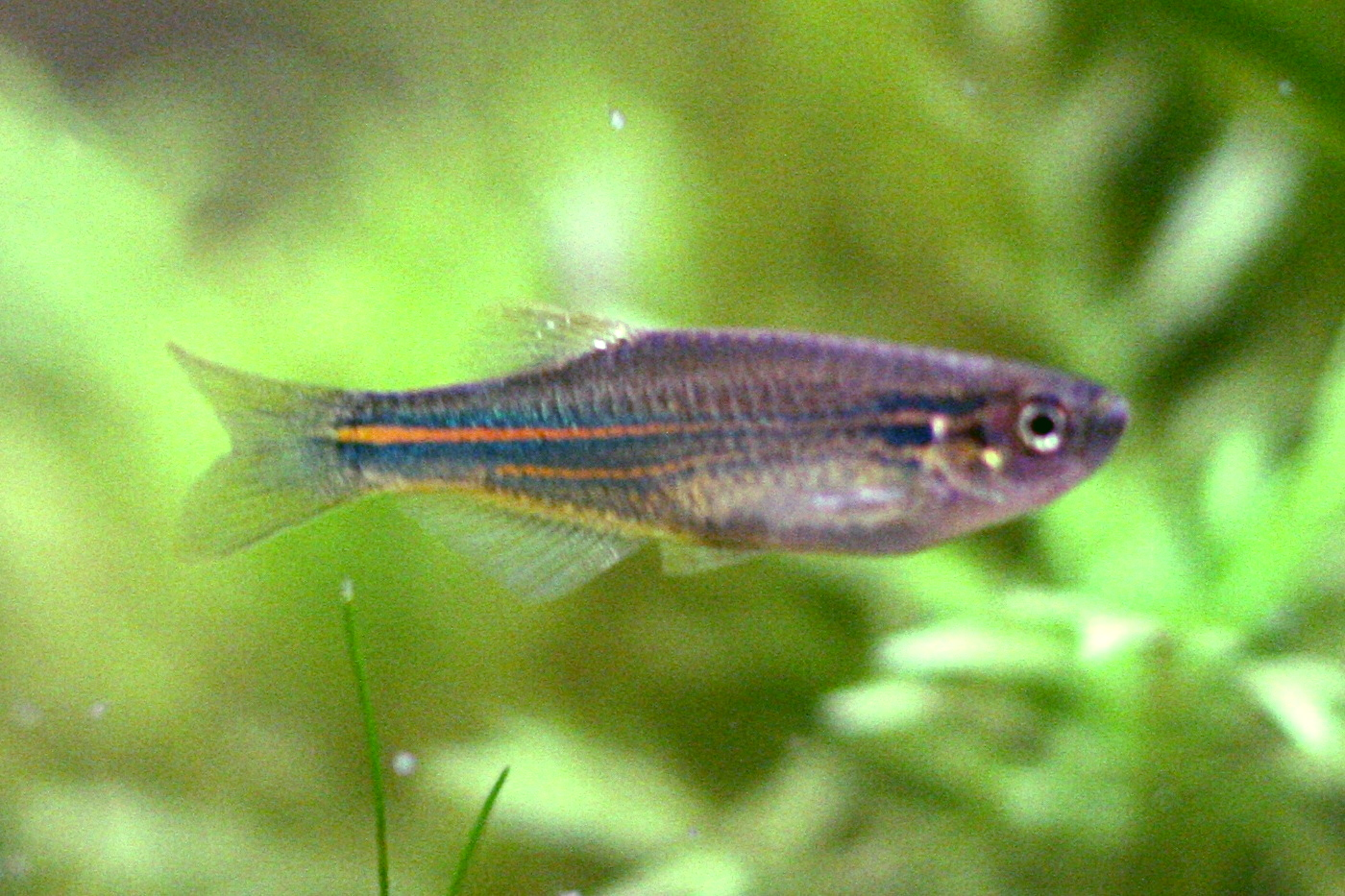
Danio Kerra
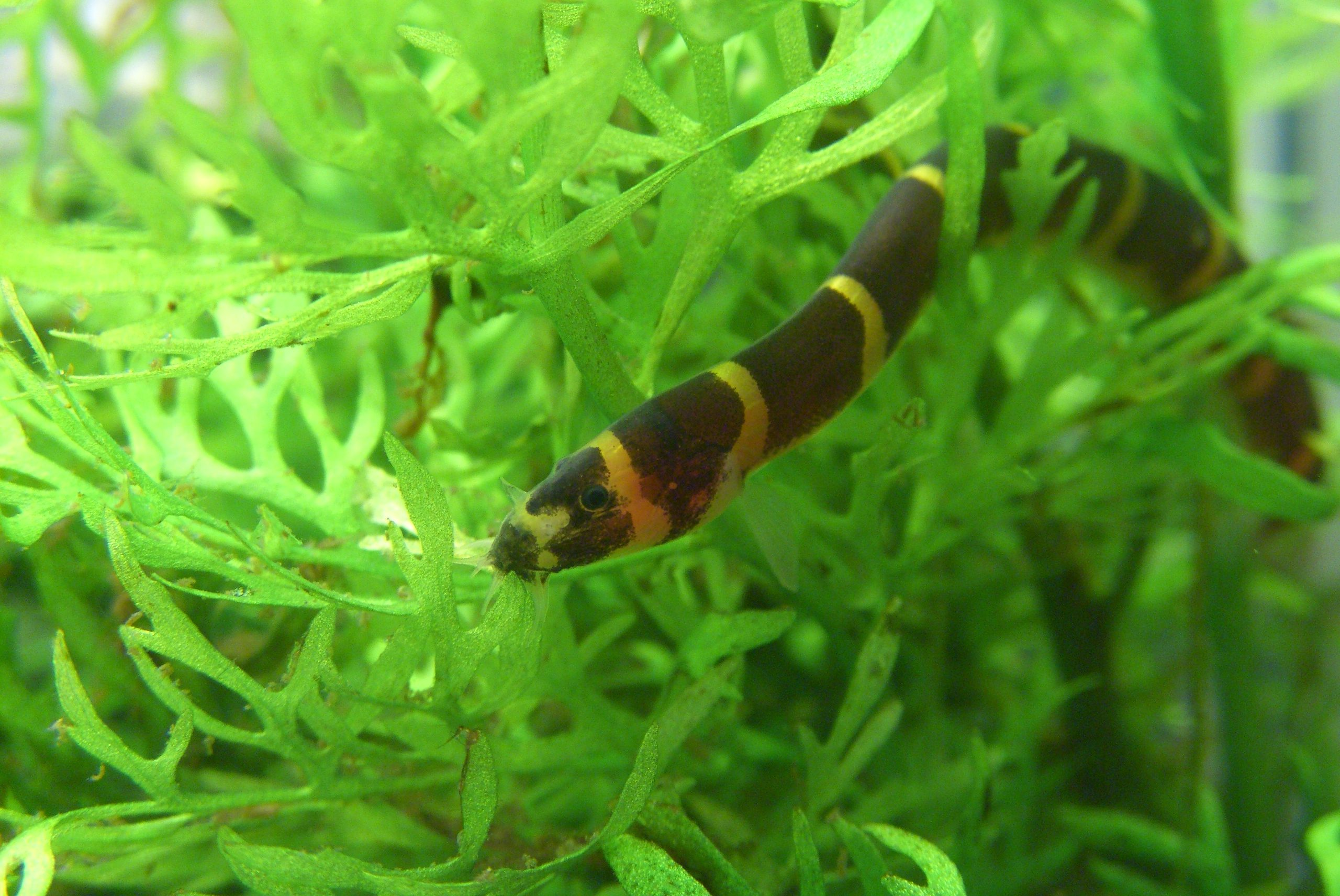
Piskorek Kuhla
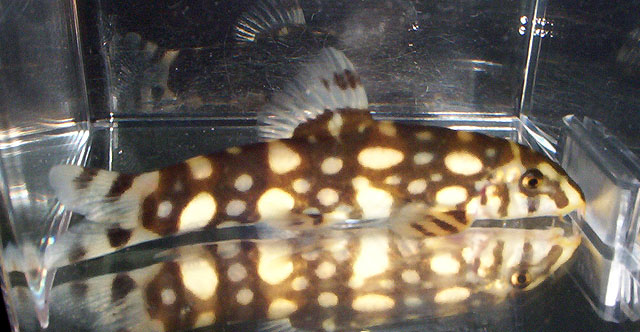
Bocja Kuboty
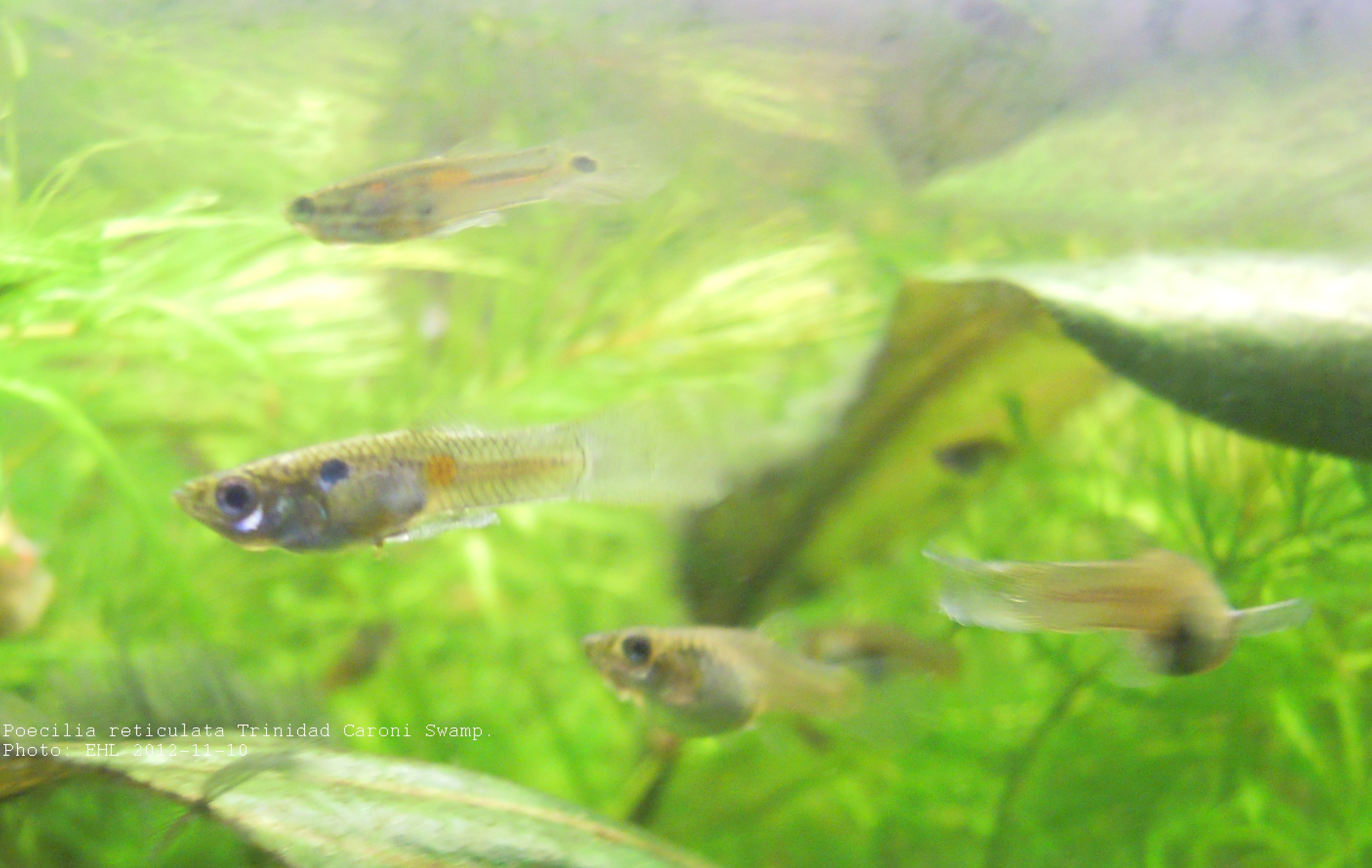
pawie oczka

- skalar
- sum rekini
- wielkopłetw
- bocja wspaniała
- welon